# Педа, Патрик
Патрик Педа (пол. Patryk Peda; 16 апреля 2002, Пясечно, Польша) — польский футболист, защитник итальянского клуба «Палермо» и сборной Польши, выступающий на правах аренды за итальянский клуб СПАЛ.

## Клубная карьера
Педа — воспитанник клуба «Легия», до 7 лет тренировался в «Коса Констанцин». В январе 2019 года на правах аренды перешел в клуб «СПАЛ» с опцией выкупа. В июле клуб воспользовался опцией и выкупил Педа у «Легии». За основную команду дебютировал 18 сентября 2021 года в Серии B против «Реджины», заменив Риккардо Спальтро на 63-й минуте. 24 сентября 2021 года продлил контракт с клубом до 2024 года.
1 сентября 2023 года подписал контракт с «Палермо» до лета 2028 года, при этом до конца сезона 2023/24 на правах аренды продолжит выступать за «СПАЛ».

## Карьера в сборной
5 октября 2023 года Педа впервые был вызван в сборную Польши на предстоящие матчи квалификации ЧЕ-2024. 12 октября 2023 года он дебютировал в составе сборной Польши в матче квалификации ЧЕ-2024 против сборной Фарерских островов.

## Статистика выступлений

### Матчи и голы за сборную
| Матчи и голы Педы за сборную Польши | Матчи и голы Педы за сборную Польши | Матчи и голы Педы за сборную Польши | Матчи и голы Педы за сборную Польши | Матчи и голы Педы за сборную Польши | Матчи и голы Педы за сборную Польши |
| №                                   | Дата                                | Оппонент                            | Счёт                                | Голы                                | Соревнование                        |
| ----------------------------------- | ----------------------------------- | ----------------------------------- | ----------------------------------- | ----------------------------------- | ----------------------------------- |
| 1                                   | 12 октября 2023                     | Фарерские острова                   | 2:0                                 | —                                   | Отборочные матчи ЧЕ-2024            |
| 2                                   | 15 октября 2023                     | Молдавия                            | 1:1                                 | —                                   | Отборочные матчи ЧЕ-2024            |
| 3                                   | 17 ноября 2023                      | Чехия                               | 1:1                                 | —                                   | Отборочные матчи ЧЕ-2024            |

Итого: 3 матча / 0 голов; 1 победа, 2 ничьи, 0 поражений.